# كركر (جنس)
الكركر جنس من الطيور البحرية التي تضم نحو سبعة أنواع تشكل الفصيلة الكركرية. تبني طيور الكركر أعشاشها على الأرض في المناطق القطبية والمناطق معتدلة المناخ كما تعد من الطيور الطيور المهاجرة التي تهاجر لمسافات طويلة. ولقد تمت مشاهدة هذه الطيور تحلق في سماء القطب الجنوبي.

## البيولوجيا والعادات
في غير موسم التربية، تتغذى طيور الكركر على الأسماك وأحشاء الذبائح (offal) والجيف (carrion). ويعتمد العديد من هذه الطيور بشكل جزئي على طريقة (kleptoparasitism) خطف الفريسة حيث تشكل هذه الطريقة نسبة قدرها 95% من طرق التغذية التي تتغذى بها الطيور الشتوية من خلال مطاردة طيور النورس وخطاف البحر وغيرها من الطيور البحرية من أجل الاستيلاء على صيدها بغض النظر عن حجم الأنواع التي تتم مهاجمتها (التي تعد أثقل من طيور الكركر المهاجمة بما يقرب من 3 مرات). وتعمل الأنواع الكبيرة مثل طائر الكركر الكبير (Great Skua) أيضًا على قتل وتناول الطيور البالغة بشكل منتظم مثل طيور البفن (puffin) وطيور النورس كما أنها مسجلة كطيور قاتلة وتكون كبيرة الحجم مثل طائر البلشون الرمادي. ومن ناحية التوالد، فإن الأنواع الثلاثة الشمالية الأكثر نحولاً تتغذى في الغالب على حيوانات اللاموس (lemming)، أما فيما يتعلق بتلك الأنواع التي تتوالد في المحيطات الجنوبية (Southern Oceans)، فإنها تتغذى في الغالب على الأسماك التي يمكنها اصطيادها بالقرب من مستعمراتها. ويعد البيض وصغار الطيور الأخرى أحد المصادر الغذائية الهامة بالنسبة لمعظم أنواع طيور الكركر خلال موسم التعشيش. وفي المحيطات الجنوبية ومنطقة أنتاركتيكا (Antarctica)، تقوم بعض أنواع طيور الكركر (ولاسيما طائر الكركر القطبي الجنوبي (South Polar Skua)) بالتغذي على جثث الطيور داخل مستعمرات توالد طائر البطريق (penguin) والفقمة (pinniped) حيث تقوم في بعض الأحيان بالاستيلاء على فراخ البطريق الحية. وفي هذه المناطق، تبدو طيور الكركر مختلفة عن طيور النوء العملاقة (giant petrel) الأكبر حجمًا.">http://carnivoraforum.com/index.cgi?board=interspecific&action=print&thread=390</ref></a>
 (Antarctic Fur Seal) النافقة

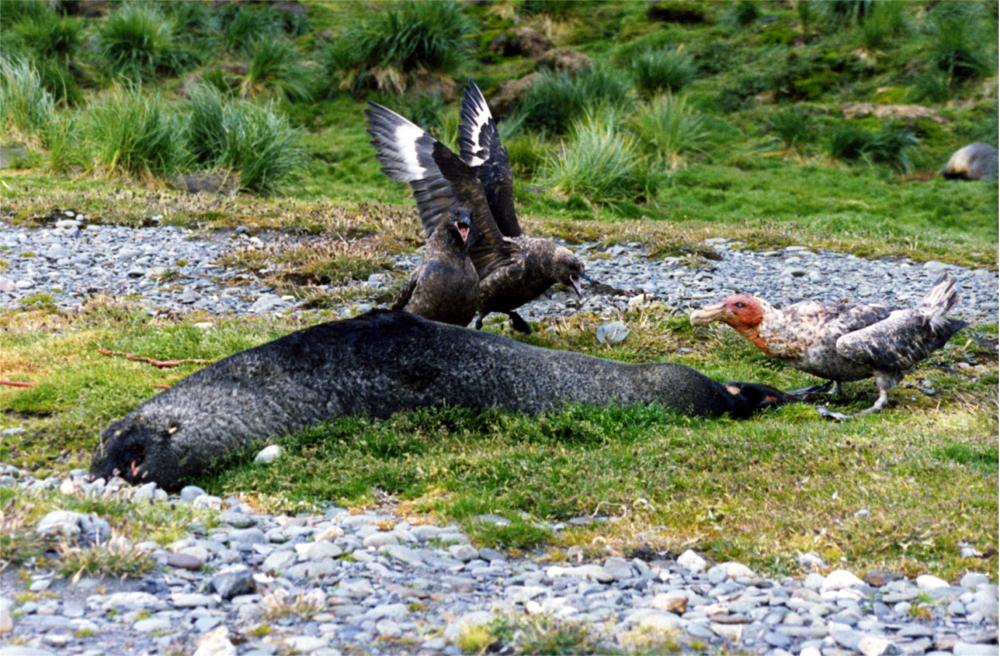
اثنان من طيور الكركر وأحد طيور النوء العملاقة يتقاتلان من أجل الاستيلاء على أحد حيوانات الفقمة القطبية ذات الفراء

وتكون هذه الطيور عبارة عن طيور متوسطة إلى كبيرة الحجم كما تكون عادة ذات ريش رمادي أو بني اللون، وغالبًا ما يوجد لديها علامات بيضاء على جناحيها. وتتراوح طيور الكركر في الحجم ما بين طائر الكركر طويل الذيل (Long-tailed Skua) أو ستركوراريس لونجيسودا (Stercorarius longicauda) الذي يزن 310 جرامًا (11 أونصة) إلى طائر الكركر بني اللون (Brown Skua) أو ستركوراريس انتاركاتيكاس (Stercorarius antarcticus) والذي يزن 1.63 كجم (3.6 رطلاً). وفي المتوسط، يبلغ طول طائر الكركر حوالي 56 سم (22 بوصة) كما تقدر المسافة ما بين الجناجين بنحو 121 سم (48 بوصة). وتمتلك هذه الطيور مناقير طويلة ذات حافة خطافية وأقدام مكففة ذات مخالب حادة. وتبدو هذه الطيور مثل طيور النورس الصخمة داكنة اللون بيد أنها يوجد لديها منقار (cere) لحمي فوق العلوي. وتتسم طيور الكركر بالقوة كما تحلق بشكل أكروباتي. وتكون عدوانية بصفة عامة من حيث الحالة المزاجية. وسرعان ما ينقض ذكر الكركر على الحيوانات المفترسة التي يحتمل أن تقترب من عشه حيث يقوم عادة باستهداف رأس الكائن الغريب - وهي إحدى العادات التي تعرف باسم «الانقضاض العنيف» (dive bombing).

## التصنيف
تنتمي طيور الكركر إلى طيور النورس والكراكي والأوك وأبو مقص. وفي الأنواع الثلاثة الصغيرة، تقوم جميعها بالتعشيش بشكل حصري في منطقة هولاركتك (Holarctic) بينما تكون ريشتا الذيل الوسطيتان لدى الطيور البالغة المتوالدة ممدودة بشكل واضح كما يوجد لون أبيض لدى بعض الطيور البالغة على الأقل في الأجزاء السفلية ولون أصفر شاحب على الرقبة. وتجدر الإشارة إلى أن الأنواع الكبيرة لا تشترك في هذه الصفات كما أن جميعها يقطن نصف الكرة الأرضية الجنوبي عدا طائر الكركر الكبير. ومن ثم تنقسم طيور الكركر إلى جنسين حيث تنتمي الأنواع الصغيرة إلى جنس ستركوراريس بينما تنتمي الأنواع الكبيرة إلى كاثركاتا (Catharacta). ومع ذلك، فإنه بناءً على علم الوراثة (genetics) والسلوك و(Bird louse) قمل الريش (feather lice)، يتم التعبير عن العلاقة العامة التي تربط بين هذه الأنواع كأفضل ما يكون من خلال وضعها في جنس واحد. وتجدر الإشارة إلى أن الحمض النووي للمتقدرات (mitochondrial DNA) (الموروث من الأم) والخاص بكل من طيور الكركر الكبير والكركر البوماريني (Pomarine) تكون في حقيقة الأمر أكثر ارتباطًا ببعضها البعض عن ارتباطها إما بطيور الكركر القطبية الشمالية أو طيور الكركر طويلة الذيل أو بالأنواع التي تنتمي إلى نصف الكرة الأرضية الجنوبي. ومن ثم، من الحتمي أن يكون التهجين قد لعب دورًا هامًا في نشوء تنوع طيور الكركر المنتمية إلى نصف الكرة الأرضية الشمالي.

## الأنواع
(egg tooth)

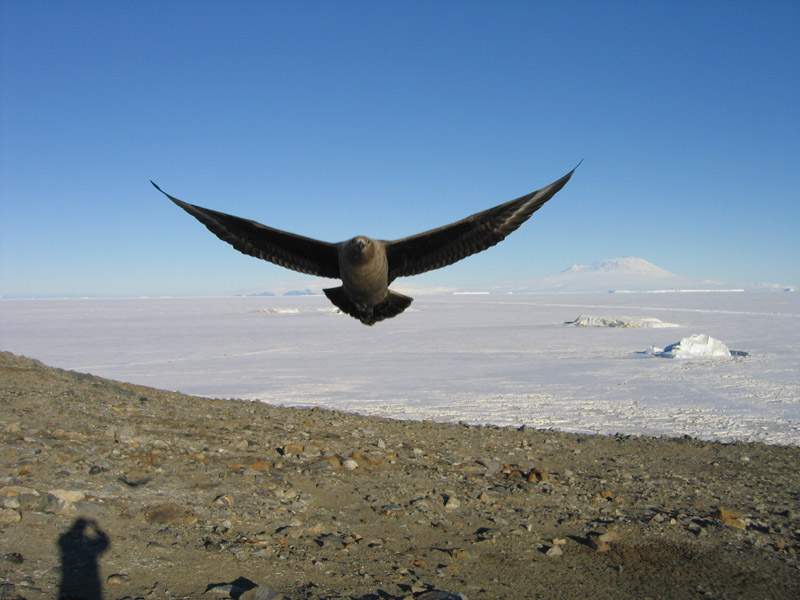
طائر الكركر في أنتاركتيكا

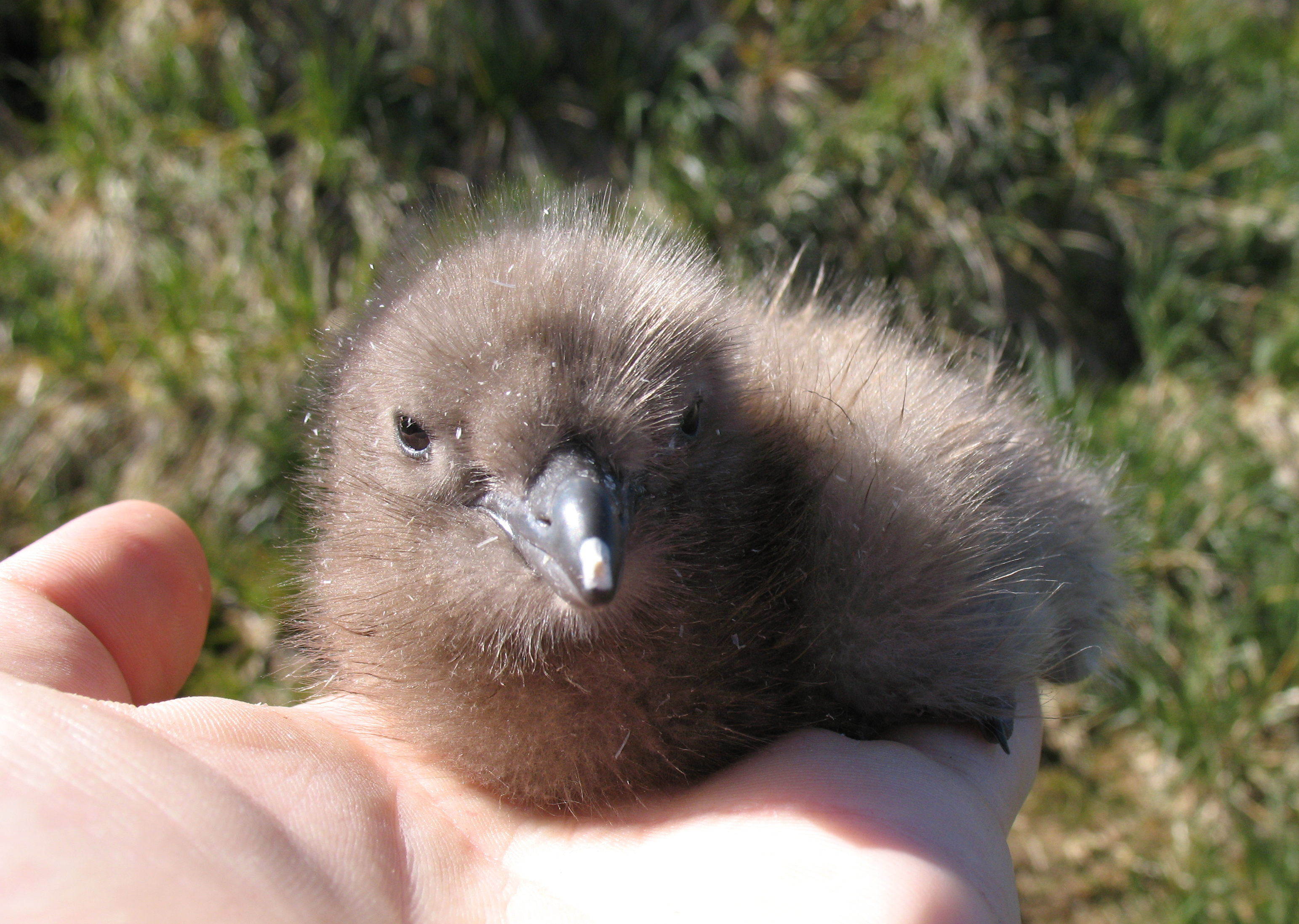
أحد صغار طائر الكركر يظهر سنة البيضة

- طائر الكركر طويل الذيل أو جيجر طويل الذيل، (Long-tailed Jaeger) ستركوراريس لونجيكادوس (Stercorarius longicaudus)
- طائر الكركر الطفيلي أو آركاتيك جيجر (Arctic Jaeger), ستركوراريس براستسكيوس (Stercorarius parasiticus)
- طائر الكركر البوماريني أو جيجر البورماني (Pomarine Jaeger), ستركوراريس بورمانيوس (Stercorarius pomarinus)
- طائر الكركر الشيلي (Chilean Skua), ستركوراريس تشيلنيسز (Stercorarius chilensis)
- طائر الكركر القطبي الجنوبي، ستركوراريس ماكروميكي (Stercorarius maccormicki)
- طائر الكركر بني اللون (Brown Skua), ستركوراريس انتاركاتيكاس (Stercorarius antarcticus)
  - طائر الكركر الفوكلاندي (Falkland Skua), ستركوراريس انتاركاتيكاس (انتاركاتيكاس) (Stercorarius (antarcticus) antarcticus)
  - طائر الكركر التريستاني (Tristan Skua), ستركوراريس (انتاركاتيكاس) هاملتوني (Stercorarius (antarcticus) hamiltoni)
  - طائر الكركر المنتمي إلى شبه قارة أنتاركتيكا (Subantarctic Skua), ستركوراريس (انتاركاتيكاس) لونبيرجي (Stercorarius (antarcticus) lonnbergi)
- طائر الكركر الكبير (Great Skua), كركر ستركوراريس (Stercorarius skua)